# チェッレート・デージ
チェッレート・デージ（伊: Cerreto d'Esi）は、イタリア共和国マルケ州アンコーナ県にある、人口約3,400人の基礎自治体（コムーネ）。

## 地理

### 位置・広がり
アンコーナ県南西部に位置するコムーネ。ファブリアーノから東南東へ7km、マチェラータから西へ38km、県都・州都アンコーナから南西へ54km、ペルージャから東北東へ54kmの距離にある。

#### 隣接コムーネ
隣接するコムーネは以下のとおり。括弧内のMCはマチェラータ県所属を示す。
- ファブリアーノ
- マテーリカ (MC)
- ポッジョ・サン・ヴィチーノ (MC)

### 気候分類・地震分類
チェッレート・デージにおけるイタリアの気候分類 (it) および度日は、zona E, 2148 GGである。
また、イタリアの地震リスク階級 (it) では、zona 2 (sismicità media) に分類される。